# SS Sambenedettese
Società Sportiva Sambenedettese a r.l. − włoski klub występujący w Serie D, z siedzibą w San Benedetto del Tronto. Został założony w roku 1923. Największymi sukcesami w historii klubu są występy w Serie B. W latach 1992–1993 trenerem zespołu był Zbigniew Boniek.